# Hromodomen
Hromodomen (hromatin organizacioni modifikar) je proteinski strukturni domen od oko 40-50 aminokiselinskih ostataka koji se često sreće kod proteina koji učestvuju u remodelovanju i manipulaciji hromatina. Domen je visoko konzerviran kod biljki i životinja, i zastupljen je u velikom broju različitih proteina mnogih genoma. Neki geni koji sadrže hromodomen imaju višestruke alternativno splajsne izoforme, neke od kojih potpuno izostavljaju hromodomen. Kod sisara, proteini koji sadrže hromodomen su odgovorni za aspekte regulacije gena vezane za hromatin remodelovanje i formiranje heterohromatinskih regiona. Proteini koji sadrže hromodomen takođe vezuju metilisane histone i javljaju se u kompleksu RNK-indukovanog transkripcionog ućutkivanja.

## Literatura
1. ↑  Min J, Zhang Y, Xu RM (2003). „Structural basis for specific binding of Polycomb chromodomain to histone H3 methylated at Lys 27”. Genes Dev. 17 (15): 1823—8. PMC 196225 . PMID 12897052. doi:10.1101/gad.269603.
2. ↑  S Messmer; A Franke; R Paro (1992). „Analysis of the functional role of the Polycomb chromo domain in Drosophila melanogaster.”. Genes Dev. 6 (7): 1241—1254. PMID 1628830. doi:10.1101/gad.6.7.1241.
3. ↑  Tajul-Arifin, K; Teasdale, R; Ravasi, T; Humel, DA; Group, RIKEN GER; Members, GSL; Mattick, JS. (2003). „Identification and Analysis of Chromodomain-Containing Proteins Encoded in the Mouse Transcriptome”. Genome Res. 13 (6B): 1416—1429. PMC 403676 . PMID 12819141. doi:10.1101/gr.1015703.
4. ↑  Jones, DO; Cowell, IG; Singh, PB. (2000). „Mammalian chromodomain proteins: their role in genome organisation and expression”. Bioessays. 22 (2): 124—37. PMID 10655032. doi:10.1002/(SICI)1521-1878(200002)22:2<124::AID-BIES4>3.0.CO;2-E.
5. ↑  Nielsen, PR; Nietlispach, D; Mott, HR; Callaghan, J; Bannister, A; Kouzarides, T; Murzin, AG; Murzina, NV; Laue, ED.;  . (2002). „Structure of the HP1 chromodomain bound to histone H3 methylated at lysine 9”. Nature. 416 (6876): 103—7. PMID 11882902. doi:10.1038/nature722.
6. ↑  Jacobs, SA; Khorasanizadeh, S. (2002). „Structure of HP1 chromodomain bound to a lysine 9-methylated histone H3 tail”. Science. 295 (5562): 2080—3. PMID 11859155. doi:10.1126/science.1069473.
7. ↑  Verdel, A; Jia, S; Gerber, S; Sugiyama, T; Gygi, S; Grewal, S; Moazed, D (2004). „RNAi-mediated targeting of heterochromatin by the RITS complex”. Science. 303 (5658): 672—6. PMID 14704433. doi:10.1126/science.1093686.

## Spoljašnje veze
- Remodelovanje hromatina